# Radu Falfanescu
Radu Falfanescu, romunski general, * 1888, † 1972.